# Enfocament basat en les capacitats
L'enfocament de desenvolupament humà, enfocament basat en les capacitats, creació de capacitats o teoria de les capacitats és una teoria econòmica concebuda als anys 1980 com a alternativa a la de l'estat del benestar i que a partir dels anys 90, i més encara al segle xxi, ha influenciat la ideologia i les actuacions dels anomenats nous moviments socials. L'any 1997, la UNESCO es va basar en les capacitats per fer el primer intent de definició i descripció d'ètica global, amb nous indicadors econòmics. Les noves economies (economies alternatives, economies feministes, etc.) proposen invertir en les capacitats de les persones i el compromís ètic de la cooperació per produir riquesa individual i col·lectiva, o social (win-win).
El premi Nobel d'economia Amartya Sen aporta un conjunt d'idees que prèviament havien estat excloses o havien estat formulades d'una manera no adient als enfocaments tradicionals de l'economia del benestar. El nucli de la teoria del desenvolupament de les capacitats personals es basa en el que pot fer cada persona, què és capaç de fer per a millorar i enriquir l'economia i el benestar individual i social. Altres pensadors es plantegen també les exigències ètiques i morals en un món globalitzat i destaquen valors com la confiança, la transparència, la co-responsabilitat, el capital social i l'ambiental.
Sen defineix l'ésser humà com una síntesi de necessitats i de capacitats humanes, en comptes de centrar-se en les capacitats productives de l'antiga economia mercantilista, entenent que un govern que actuï amb justícia i intel·ligència respon a les necessitats ciutadanes amb justícia i eficiència, en contraposició a actuacions eficients segons l'economia clàssica tradicional, que no són intel·ligents i acaben no sent ni tan sols efectives. La teoria diu que promovent i ampliant les oportunitats de les persones, expandint permanentment les seves capacitats humanes i llibertats, és com creix i es desenvolupa l'economia. Una societat que potencia les capacitats dels seus integrants, segons ell, les desenvolupa i les considera una veritable riquesa per a ella.